# Eduard von Paar
Eduard von Paar gróf (Bécs, 1837. december 5. – Bécs, 1919. február 1.) osztrák vezérezredes és éveken át I. Ferenc József magyar király első szárnysegédje volt.

## Pályafutása
Olasz származású nemesi családban született. 1857-ben fejezte be tanulmányait a Theresianum Katonai Akadémián, és hadnagyként  került az 1. ulánus ezredhez. Később a lovasságnál is szolgált. 1866. április 15-én Ferenc József adjutánsa, augusztus 18-án szárnysegédje  lett. A császári szolgálat mellett katonai állományban maradt. 1869-ig a 9. vértes ezred lovaskapitánya, 1874–1879-ig a 4. dragonyos ezred élén állt. Őrnagyként visszakerült a lovassághoz. 1884-ben altábornagy, 1887-ben a császár első szárnysegédje.
Ferenc József szerette von Paar társaságát, gyakran vadásztak együtt az Alpokban és Gödöllőn. Az uralkodó legközelebbi bizalmasa és tanácsadója volt IV. Ferdinánd toszkánai nagyherceg halála után, aki a császár unokatestvére volt. Bár von Paar ismerte az uralkodó magánéletének legbensőbb részleteit is, Ferenc József távolságtartást követelt. Paar mindig vigyázzállásban állt az uralkodó előtt.
A legdrámaibb pillanatot von Paar akkor élte át, amikor 1914. június 28-án átadta az uralkodónak Habsburg–Lotaringiai Ferenc Ferdinánd osztrák–magyar trónörökös meggyilkolásáról értesítő táviratot. Ferenc József halála után Károly király fiatalabb szárnysegédeket választott. Von Paar vezérezredesként ment nyugállományba 1917-ben.

## Kapcsolódó szócikk
- Első világháború